# Parkersburg (Illinois)
Parkersburg es una villa ubicada en el condado de Richland en el estado estadounidense de Illinois. En el Censo de 2010 tenía una población de 199 habitantes y una densidad poblacional de 102,31 personas por km².

## Geografía
Parkersburg se encuentra ubicada en las coordenadas 38°35′22″N 88°3′24″O / 38.58944, -88.05667. Según la Oficina del Censo de los Estados Unidos, Parkersburg tiene una superficie total de 1.95 km², de la cual 1.95 km² corresponden a tierra firme y (0%) 0 km² es agua.

## Demografía
Según el censo de 2010, había 199 personas residiendo en Parkersburg. La densidad de población era de 102,31 hab./km². De los 199 habitantes, Parkersburg estaba compuesto por el 98.99% blancos, el 0% eran afroamericanos, el 1.01% eran amerindios, el 0% eran asiáticos, el 0% eran isleños del Pacífico, el 0% eran de otras razas y el 0% pertenecían a dos o más razas. Del total de la población el 0% eran hispanos o latinos de cualquier raza.